# 왕싼윈
왕싼윈(중국어 간체자: 王三运, 1952년 ~ )은 중화인민공화국의 정치인이다. 간쑤성의 중국 공산당 당위원회 서기이다.

## 생애
1952년 산둥성 산현에서 태어났다. 1979년 중국 공산당에 입당했다. 2007년 안후이성으로 옮기기 전까지 왕싼윈은 구이저우성, 쓰촨성 그리고 푸젠성 지역에서 일했다.
2007년 12월, 안후이성 부성장이던 왕싼윈은 성장 대리로 처음 임명되었다. 2008년 1월 31일, 안후이성 제11기 인민대표대회 제1차 회의에서 정식 성장이 되었다. 2011년 12월, 중국 공산당 간쑤성 당위원회 서기가 되었다.